# Balloon hashing
Balloon hashing, или Balloon — функция формирования ключа, разработанная Дэном Боне (англ. Dan Boneh), Генри Корриган-Гиббсом (англ. Henry Corrigan-Gibbs) из Стэнфордовского университета и Стюартом Шехтером (англ. Stuart Schechter) из Microsoft Research в 2016 году. Национальный институт стандартов и технологий США рекомендует Balloon как один из возможных алгоритмов для хеширования паролей.
Авторы утверждают, что Balloon:
- обладает доказанной жёсткостью к памяти (memory-hardness)
- легко применяется
- так же эффективен, как похожие алгоритмы[1]

Авторы Balloon сравнивают его с Argon2, аналогичным по действию алгоритмом. Они показывают, что Balloon превосходит Argon2i-A. Однако, Argon2i-B лучше сопротивляется атакам, чем Argon2i-A и Balloon hashing.
Сравнение схем хеширования паролей показывает, что Balloon hashing подходит для использования, когда требуется жёсткость к памяти.

## Алгоритм

### Вспомогательная функция
В качестве вспомогательной функции используется стандартная (не жёсткая к памяти) криптографическая функция {\displaystyle H:\mathbb {Z} _{N}\times \{0,1\}^{2k}\rightarrow \{0,1\}^{k}}, где {\displaystyle N}— большое целое число, {\displaystyle k} — длина выходной битовой строки {\displaystyle H}. Для анализа авторы алгоритма считают {\displaystyle H} случайным оракулом.

### Входные и выходные данные
Входные
- Пароль {\displaystyle P} длиной от {\displaystyle 0} до {\displaystyle 2^{32}-1}
- Соль {\displaystyle S} длиной от {\displaystyle 8} до {\displaystyle 2^{32}-1}
- Временная стоимость {\displaystyle T} (число циклов)
- Пространственная стоимость {\displaystyle n} (число блоков в буфере)
- Параметр безопасности {\displaystyle \delta } (число зависимостей у каждого блока при перемешивании)

Выходные
- Битовая строка фиксированной длины, равная {\displaystyle k}[1]

### Алгоритм
Алгоритм Balloon hashing состоит из трёх шагов:
1. Заполнение. На этом этапе Balloon заполняет большой буфер {\displaystyle B} псевдослучайными байтами.
2. Перемешивание. Далее алгоритм «перемешивает» псевдослучайные байты в буфере.
3. Извлечение. На последнем шаге Balloon возвращает последний блок буфера.

#### Заполнение
Буфер {\displaystyle B} состоит из {\displaystyle n} блоков, длиной {\displaystyle k} битов каждый. Сначала заполняется нулевой блок:
{\displaystyle B[0]=H(P,S)}
Каждый последующий блок заполняется хешем предыдущего:
{\displaystyle B[i]=H(B[i-1]),\ i=1\ ...\ n}

#### Перемешивание
Всего {\displaystyle T} раз выполняется итерация по всем блокам. Во время каждой итерации {\displaystyle t} {\displaystyle (t=1\ ...\ T)} содержимое всех блоков от {\displaystyle 0} до {\displaystyle n} меняется.
На {\displaystyle t} итерации в блок номер {\displaystyle i} записывается хеш предыдущего блока {\displaystyle B[i]=H(B[(i-1){\bmod {n}}])}.
Затем {\displaystyle \delta } раз в {\displaystyle i} блок записывается псевдослучайная битовая последовательность: {\displaystyle B[i]=H(B[i],B[other])}, где {\displaystyle other=int(H(S,index)){\bmod {n}}}, {\displaystyle S} — соль. Значение {\displaystyle index} (целое число от {\displaystyle 0} до {\displaystyle n}) выбирается однозначно в зависимости от номера блока {\displaystyle i}, номера итерации {\displaystyle t} и того, сколько раз в блок уже записывалась псевдослучайная последовательность, {\displaystyle j\ (j=1\ ...\ \delta )}, то есть {\displaystyle index=index(i,t,j)}.

#### Извлечение
Происходит извлечение последнего блока буфера. {\displaystyle output=B[n]}.

### Псевдокод
Данный псевдокод описывает алгоритм Balloon: 
```
func
 
Balloon
(
block_t
 
passwd
,
 
block_t
 
salt
,

    
int
 
s_cost
,
 
// Пространственная стоимость (число блоков в буфере)

    
int
 
t_cost
)
:
 
// Временная стоимость (число циклов)

  
int
 
delta
 
=
 
3
 
// Число зависимостей у каждого блока

  
int
 
cnt
 
=
 
0
 
// Счётчик (используется для повышения безопасности)

  
block_t
 
buf
[
s_cost
])
:
 
// Основной буфер

  

  
// Шаг 1. Заполнить буфер входными данными.

  
buf
[
0
]
 
=
 
hash
(
cnt
++
,
 
passwd
,
 
salt
)

  
for
 
i
 
from
 
1
 
to
 
s_cost
-1
:

    
buf
[
i
]
 
=
 
hash
(
cnt
++
,
 
buf
[
i
-1
])

  
// Шаг 2. Перемешать содержимое буфера.

  
for
 
t
 
from
 
0
 
to
 
t_cost
-1
:

    
for
 
i
 
from
 
0
 
to
 
s_cost
-1
:

      
// Шаг 2а. Записать в текущий блок хеш предыдущего

      
block_t
 
prev
 
=
 
buf
[(
i
-1
)
 
mod
 
s_cost
]

      
buf
[
i
]
 
=
 
hash
(
cnt
++
,
 
prev
,
 
buf
[
i
])

    

    
// Шаг 2б. Записать в текущий блок хеши псевдослучайных блоков

    
for
 
j
 
from
 
0
 
to
 
delta
-1
:

      
block_t
 
idx_block
 
=
 
ints_to_block
(
t
,
 
i
,
 
j
)

      
int
 
other
 
=
 
to_int
(
hash
(
cnt
++
,
 
salt
,
 
idx_block
))
 
mod
 
s_cost

      
buf
[
i
]
 
=
 
hash
(
cnt
++
,
 
buf
[
i
],
 
buf
[
other
])

  
// Шаг 3. Извлечь выходные данные из буфера.

  
return
 
buf
[
s_cost
-1
]

```

## Безопасность
Авторы Balloon доказывают, что злоумышленники, которые попытаются вычислить хеши алгоритмом Balloon, не имея достаточно памяти, затратят много времени на вычисление.
Неформальная формулировка теоремы:
Пусть {\displaystyle {\mathcal {A}}} — алгоритм, который вычисляет Balloon с {\displaystyle n} блоками, {\displaystyle r} циклами и параметром безопасноси {\displaystyle \delta =3}, {\displaystyle H} считаем случайным оракулом. Если {\displaystyle {\mathcal {A}}} использует не более {\displaystyle S} блоков буферного пространства, то почти наверняка {\displaystyle {\mathcal {A}}} должен работать в течение времени (приблизительно) {\displaystyle T}, такого что:
{\displaystyle S\cdot T\geq {\frac {r\cdot n^{2}}{32}}.}
Если же {\displaystyle \delta =3}, а {\displaystyle S<n/64}, то выполняется более сильное соотношение:
{\displaystyle S\cdot T\geq {\frac {(2^{r}-1)n^{2}}{32}}.}